# Il prete malvagio
Il prete malvagio (The Evil Clergyman) non è in realtà un vero e proprio racconto, ma piuttosto la trascrizione di un sogno nella lettera indirizzata a Bernard Austin Dwyer dallo scrittore Howard Phillips Lovecraft. Ciò è documentato da un'altra lettera indirizzata a Clark Ashton Smith il 22 ottobre del 1933 dove scrisse:
"Qualche mese fa ho sognato di un prete malvagio che viveva in una soffitta piena di libri proibiti, e di come scambiasse la sua personalità con quella di un forestiero. Frà Bernardus di West Shokan insiste perché ne faccia un racconto"
Ma Lovecraft non arrivò a fare del suo sogno di una notte un racconto, mentre Dwyer dopo la sua morte ritagliò dalla lettera la parte che raccontava il sogno e la fece recapitare al "Weird Tales" che la pubblicò nell'aprile del 1939 facendolo passare per un racconto vero e proprio intitolato The Wicked Clergyman. L'attuale titolo (in inglese)  The Evil Clergyman lo assunse nel 1943 ove fu incluso in una raccolta chiamata "Beyond the Wall of Sleep" pubblicata dalla Arkham House.

## Trama
Il protagonista, senza nome, senza passato e senza storia apparente, viene introdotto da parte di un uomo barbuto in una stanza in soffitta. Dallo stesso viene pregato di non badare all'oggetto sul tavolo ricollegandolo alle oscure attività dell'uomo da poco scomparso che prima di lui occupava tale soffitta. Lo stesso protagonista comincerà a descrivere una stanza polverosa e piena di libri classici e teologici, ma pochi istanti passeranno prima che venga catturato dallo strano oggetto sul tavolo. Decide così di studiarlo, illuminandolo con una particolare torcia dalla luce violacea si accorge che la scura superficie dell'oggetto si illumina dando il via ad una sorta di proiezione, o manifestazione, di una particolare realtà davanti ai suoi stessi occhi. Da qui in poi la storia assumerà un'atmosfera impalpabile tipica del sogno, una visione descriverà ai suoi occhi determinate scene, un susseguirsi di eventi tra un gruppo di sacerdoti dall'aspetto astuto e cattivo indifferenti all'ospite osservatore. Fin quando non si troverà ad interagire con la visione ed uno di essi non gli rivolgerà la parola. Tornando infine alla realtà si accorgerà di un drammatico cambiamento.